# 凍り蕎麦
凍り蕎麦（こおりそば）は長野県の郷土料理のひとつ。凍みそば（しみそば）とも。
冬季に作られる、凍結乾燥（フリーズドライ）による保存食である。茹でた蕎麦を一口大に丸め、ざるに並べて夜間外に出しておく。凍結したものを昼は日に当て、これを繰り返して乾燥させる。
食べるときは囲炉裏に吊るした鍋に野菜などを煮立てた汁を作り、「とうじかご」と呼ばれる小さなざるに凍り蕎麦をいれ、汁の中で振って戻して食べる。澱粉質は既にアルファ化されているので長く入れておく必要はない。大事に保存しておいて、来客があった時などに振舞われる御馳走であったという。
長らく途絶えていたが、近年になって信濃町柏原地区の蕎麦打ち名人の主婦が復活させた。商品化され、土産物屋などでもちらほら見かけるようになってきている。

## 歴史
江戸時代中期の譚海（たんかい）に、食べ残したそば切りを凍らして乾燥させておき、また食べる際に熱湯をかけ、時間が経つと茹でたてのそばのようになるため、保存食とされていた。また参勤交代時の江戸土産としても使われていた。